# Winnertzia fusca
Winnertzia fusca är en tvåvingeart som beskrevs av Jean-Jacques Kieffer 1901. Winnertzia fusca ingår i släktet Winnertzia och familjen gallmyggor. Inga underarter finns listade i Catalogue of Life.